# Episodi di Mirzapur (prima stagione)
La prima stagione della serie televisiva Mirzapur, composta da 9 episodi, è stata pubblicata su Amazon Video il 16 novembre 2018.
| nº | Titolo originale  | Regia                           | Sceneggiatura                                    | Pubblicazione    |
| -- | ----------------- | ------------------------------- | ------------------------------------------------ | ---------------- |
| 1  | Jhandu            | Gurmmeet Singh e Karan Anshuman | Puneet Krishna, Vineet Krishna e Karan Anshuman  | 16 novembre 2018 |
| 2  | Gooda             | Gurmmeet Singh e Mihir Desai    | Puneet Krishna, Vineet Krishna e Karan Anshumanh | 16 novembre 2018 |
| 3  | Wafadar           | Gurmmeet Singh                  | Puneet Krishna, Vineet Krishna e Karan Anshumanh | 16 novembre 2018 |
| 4  | Virginity         | Gurmmeet Singh e Karan Anshuman | Puneet Krishna, Vineet Krishna e Karan Anshumanh | 16 novembre 2018 |
| 5  | Bhaukaal          | Karan Anshuman e Mihir Desai    | Puneet Krishna, Vineet Krishna e Karan Anshumanh | 16 novembre 2018 |
| 6  | Barfi             | Gurmmeet Singh e Mihir Desai    | Puneet Krishna, Vineet Krishna e Karan Anshumanh | 16 novembre 2018 |
| 7  | Lions of Mirzapur | Gurmmeet Singh e Karan Anshuman | Puneet Krishna, Vineet Krishna e Karan Anshumanh | 16 novembre 2018 |
| 8  | Tandav            | Gurmmeet Singh                  | Puneet Krishna, Vineet Krishna e Karan Anshumanh | 16 novembre 2018 |
| 9  | Yogya             | Gurmmeet Singh                  | Puneet Krishna, Vineet Krishna e Karan Anshumanh | 16 novembre 2018 |